# Al Confalone
Al Confalone (eigentlich Alfred A. Confalone; * 21. Dezember 1931 in Wakefield, Massachusetts; † 30. August 1994 ebd.) war ein US-amerikanischer Marathonläufer.
1958 wurde er Zweiter beim Yonkers-Marathon. Im Jahr wurde er Neunter beim Boston-Marathon und Vierter bei den Panamerikanischen Spielen 1959 in Chicago.
1960 wurde er mit seiner persönlichen Bestzeit von 2:26:30 h Vierter beim Boston-Marathon und US-Meister im 15-km-Straßenlauf.